# A magyar labdarúgó-válogatott mérkőzései 1956-ban
A magyar labdarúgó-válogatottnak 1956-ban tizenegy találkozója volt. Az évi eleji három vereség miatt 1949 óta 71 mérkőzésből (50 győzelem, 13 döntetlen és 8 vereség) álló sorozat után Sebes Gusztávnak távoznia kellett, helyére Bukovi Márton került. A három vesztett meccs közül a Népstadionban elszenvedett 4–2-es vereség Csehszlovákiától az újabb Európa-kupa megnyerésétől fosztotta meg a magyar csapatot.
1956. október 14-én utolsó mérkőzését játszotta a Práter-stadionban a magyar aranycsapat.
Szövetségi kapitányok:
- Sebes Gusztáv 330–335.
- Bukovi Márton 336–340.

## Eredmények
| 330. mérkőzés 1956. február 19. | Törökország                        | 3 – 1             | Magyarország | Isztambul Nézőszám: 33 000 Játékvezető: Vasa Stefanović (YUG) |
| 330. mérkőzés 1956. február 19. | Lefter 7' 41' (11-esből) Metin 46' | (2 – 0) Részletek | Puskás 81'   | Isztambul Nézőszám: 33 000 Játékvezető: Vasa Stefanović (YUG) |

| 331. mérkőzés 1956. február 29. | Libanon    | 1 – 4             | Magyarország                        | Bejrút Nézőszám: 20 000 Játékvezető: Nalbandian (LIB) |
| 331. mérkőzés 1956. február 29. | Monrad 61' | (0 – 2) Részletek | Machos 32' Puskás 42' Tichy 64' 84' | Bejrút Nézőszám: 20 000 Játékvezető: Nalbandian (LIB) |

| 332. mérkőzés 1956. április 29. Európa-kupa | Magyarország            | 2 – 2             | Jugoszlávia                | Népstadion, Budapest Nézőszám: 100 000 Játékvezető: Lucien van Nuffel (BEL) |
| 332. mérkőzés 1956. április 29. Európa-kupa | Fenyvesi 42' Bozsik 55' | (1 – 1) Részletek | Vukas 6' Veszelinovics 75' | Népstadion, Budapest Nézőszám: 100 000 Játékvezető: Lucien van Nuffel (BEL) |

| 333. mérkőzés 1956. május 20. Európa-kupa | Magyarország                     | 2 – 4             | Csehszlovákia                            | Népstadion, Budapest Nézőszám: 90 000 Játékvezető: Leo Lemešić (YUG) |
| 333. mérkőzés 1956. május 20. Európa-kupa | Machos 28' Bozsik 56' (11-esből) | (1 – 2) Részletek | Feureisl 8' Moravcik 27' 55' Pazdera 70' | Népstadion, Budapest Nézőszám: 90 000 Játékvezető: Leo Lemešić (YUG) |

| 334. mérkőzés 1956. június 3. | Belgium                                                             | 5 – 4             | Magyarország                           | Heysel Stadion, Brüsszel Nézőszám: 70 000 Játékvezető: Leo Horn (SWE) |
| 334. mérkőzés 1956. június 3. | Van Kerkhoven 11' (11-esből) Vandeweyer 59' Orlans 64' 83' Houf 76' | (1 – 3) Részletek | Puskás 13' Kocsis 28' 31' Budai II 88' | Heysel Stadion, Brüsszel Nézőszám: 70 000 Játékvezető: Leo Horn (SWE) |

| 335. mérkőzés 1956. június 9. | Portugália               | 2 – 2             | Magyarország          | Luz Stadion, Lisszabon Nézőszám: 70 000 Játékvezető: Vincenzo Orlandini (ITA) |
| 335. mérkőzés 1956. június 9. | Águas 45' M. Vasques 65' | (1 – 0) Részletek | Kocsis 51' Lantos 59' | Luz Stadion, Lisszabon Nézőszám: 70 000 Játékvezető: Vincenzo Orlandini (ITA) |

| 336. mérkőzés 1956. július 15. | Magyarország                         | 4 – 1             | Lengyelország | Népstadion, Budapest Nézőszám: 48 000 Játékvezető: Ezio Damiani (YUG) |
| 336. mérkőzés 1956. július 15. | Kocsis 40' 64' Szusza 79' Machos 87' | (1 – 1) Részletek | Kempny 10'    | Népstadion, Budapest Nézőszám: 48 000 Játékvezető: Ezio Damiani (YUG) |

| 337. mérkőzés 1956. szeptember 16. Európa-kupa | Jugoszlávia   | 1 – 3             | Magyarország                    | JNA-stadion, Belgrád Nézőszám: 65 000 Játékvezető: Friedrich Seipelt (AUT) |
| 337. mérkőzés 1956. szeptember 16. Európa-kupa | Petakovics 7' | (1 – 2) Részletek | Czibor 5' Kocsis 26' Puskás 66' | JNA-stadion, Belgrád Nézőszám: 65 000 Játékvezető: Friedrich Seipelt (AUT) |

| 338. mérkőzés 1956. szeptember 23. | Szovjetunió | 0 – 1             | Magyarország | Lenin-stadion, Moszkva Nézőszám: 105 000 Játékvezető: Jacques Devillers (FRA) |
| 338. mérkőzés 1956. szeptember 23. |             | (0 – 1) Részletek | Czibor 16'   | Lenin-stadion, Moszkva Nézőszám: 105 000 Játékvezető: Jacques Devillers (FRA) |

| 339. mérkőzés 1956. október 7. | Franciaország | 1 – 2             | Magyarország          | Colombes Stadion, Párizs Nézőszám: 60 000 Játékvezető: Cesare Jonni (ITA) |
| 339. mérkőzés 1956. október 7. | Cisowski 52'  | (0 – 0) Részletek | Machos 49' Kocsis 86' | Colombes Stadion, Párizs Nézőszám: 60 000 Játékvezető: Cesare Jonni (ITA) |

| 340. mérkőzés 1956. október 14. | Ausztria | 0 – 2             | Magyarország          | Práter-stadion, Bécs Nézőszám: 65 000 Játékvezető: Raymon Wyssling (SUI) |
| 340. mérkőzés 1956. október 14. |          | (0 – 1) Részletek | Puskás 27' Sándor 65' | Práter-stadion, Bécs Nézőszám: 65 000 Játékvezető: Raymon Wyssling (SUI) |